# Hjärnarps kyrka
Hjärnarps kyrka är en kyrkobyggnad som ligger precis intill Hjärnarpsvägen i samhället Hjärnarp norr om Ängelholm. Den tillhör Hjärnarp-Tåstarps församling i Lunds stift.

## Medeltida kyrkan
Troligen har en kyrka funnits i Hjärnarp sedan 1100-talet. Kyrkan hade en rektangulär planform med torn i väster. Huvudingången låg i vapenhuset vid sydvästra sidan. Från början fanns en vägg mellan kyrktorn och kyrkorum. Väggen togs senare bort och tornet sänktes till samma nivå som övriga kyrkan. En fristående klockstapel uppfördes. 1794 tillkom norra korsarmen. I oktober 1836 tog församlingens nye kyrkoherde Sven Möller initiativet att bygga en ny kyrka. Vid en besiktning hittade man sprickor i muren och valven. Kyrkan dömdes ut och gudstjänsterna förlades till Tåstarps kyrka.

## Nuvarande kyrka
Åren 1838 - 1843 uppfördes en från grunden ny stenkyrka i nyklassicistisk stil som invigdes på Kyndelsmässodagen 1844. Den ritades av Carl Stål. Kyrkobyggnaden består av ett brett långhus med ett kvadratiskt kyrktorn i väster. Redan 1847 behövde kyrkan repareras. Byggmästaren som hade lämnat tio års garanti gick i konkurs och församlingen fick stå för kostnaderna. Under årens lopp har åtskilliga reparationer genomförts. 1871 lagades tak och valv, kyrkans yttre fick en ordentlig reparation och kyrkans inre blev helt restaurerad. Predikstolen och altaret fick en betydlig uppsnyggning mot tidigare. Arbetet gick på nära 7 000 rdr där församlingen fick ta upp ett lån på 6 000 rdr med amorteringsskyldighet. 1885 fick kyrkan nytt tak. 1887 lades ett nytt golv. 1934 installerades värmeledning. Då hade kyrkan haft elektrisk belysning i fyra år. 1967 togs en del bänkpartier under läktaren bort och ersattes med kapprum och väntrum.
Korväggen täcks av en freskomålning utförd av Pär Siegård och invigd 1957. Målningens motiv är Jesu lidandevecka.

## Inventarier
- Dopfunten i sandsten tillverkades omkring 1200. Tillhörande dopfat i driven mässing är daterat till 1600-talets första hälft. På norra väggen intill dopfunten hänger en gammal dopklänning.
- En rikt skulpterad predikstol är från 1619.
- En offerkista är från 1780-talet.

### Orgel
- 1879 byggde Carl Elfström, Ljungby en orgel med 16 stämmor.
- Den nuvarande orgeln byggdes 1951 av Frederiksborgs Orgelbyggeri, Hilleröd, Danmark och har mekanisk traktur och elektrisk registratur. Orgeln har fria kombinationer. 1984 renoverades orgeln av A. Mårtenssons Orgelfabrik AB, Lund.

| Huvudverk I     | Svällverk II      | Pedal             | Koppel |
| Principal 8´    | Rörflöjt 8´       | Subbas 16´        | I/P    |
| Gedakt 8'       | Principal 4'      | Oktava 8´         | II/P   |
| Oktava 4'       | Blockflöjt 4'     | Kvintadena 4'     | II/I   |
| Rörflöjt 4'     | Waldflöjt 2'      | Hintersatz 4 chor |        |
| Kvinta 2 2/3'   | Nasat 1 1/3'      | Dulcian 16'       |        |
| Oktava 2'       | Cymbel 3 chor     |                   |        |
| Mixtur 4-6 chor | Krumhorn 8'       |                   |        |
| Trumpet 8'      | Crescendosvällare |                   |        |

#### Kororgel
Den nuvarande kororgeln byggdes 1977 av A. Mårtenssons Orgelfabrik AB, Lund och är mekanisk.
| Manual       |
| Gedackt 8'   |
| Rörpommer 4' |
| Principal 2' |
| Nasat 1 1/3' |

## Galleri

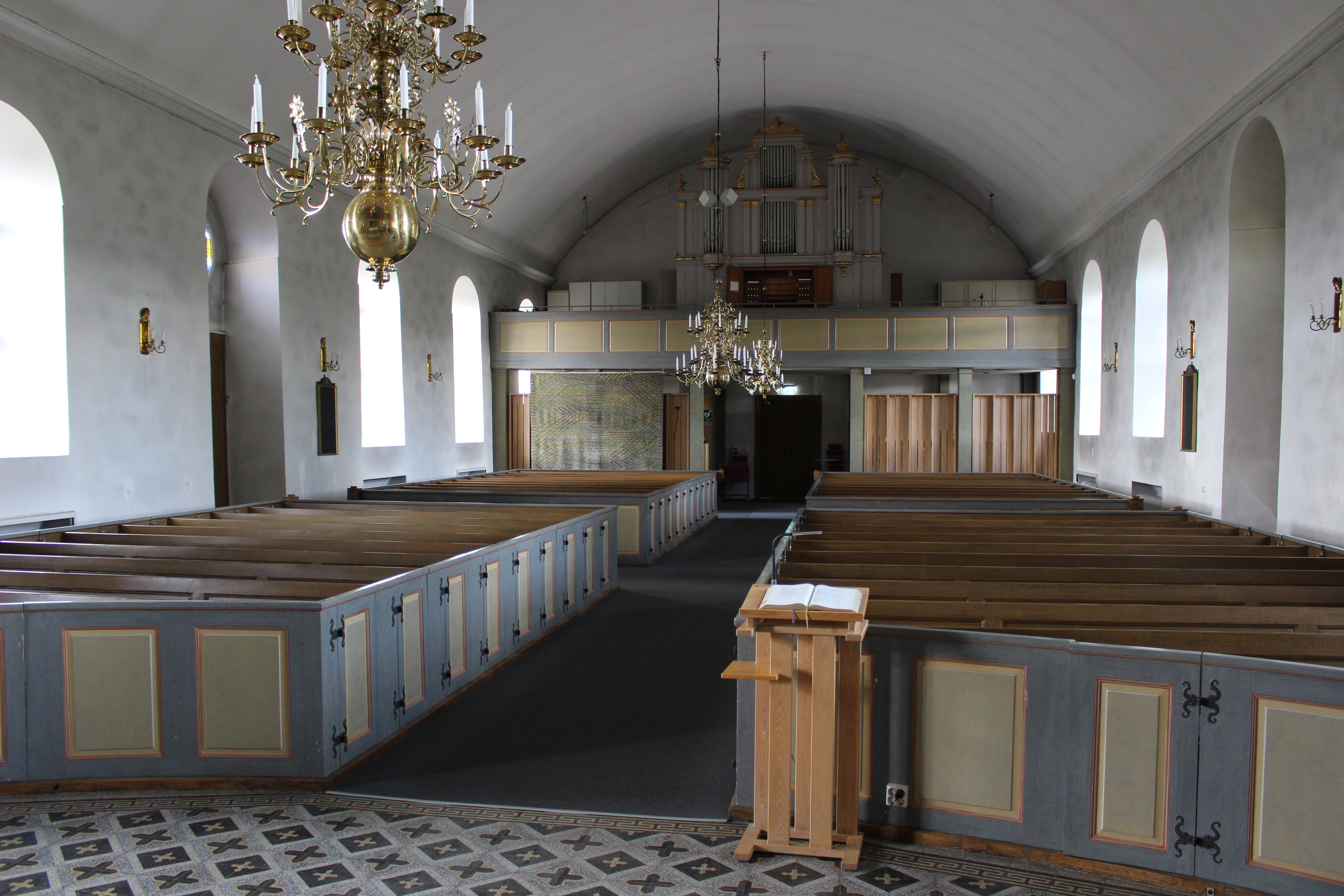
Kyrkorum mot väster
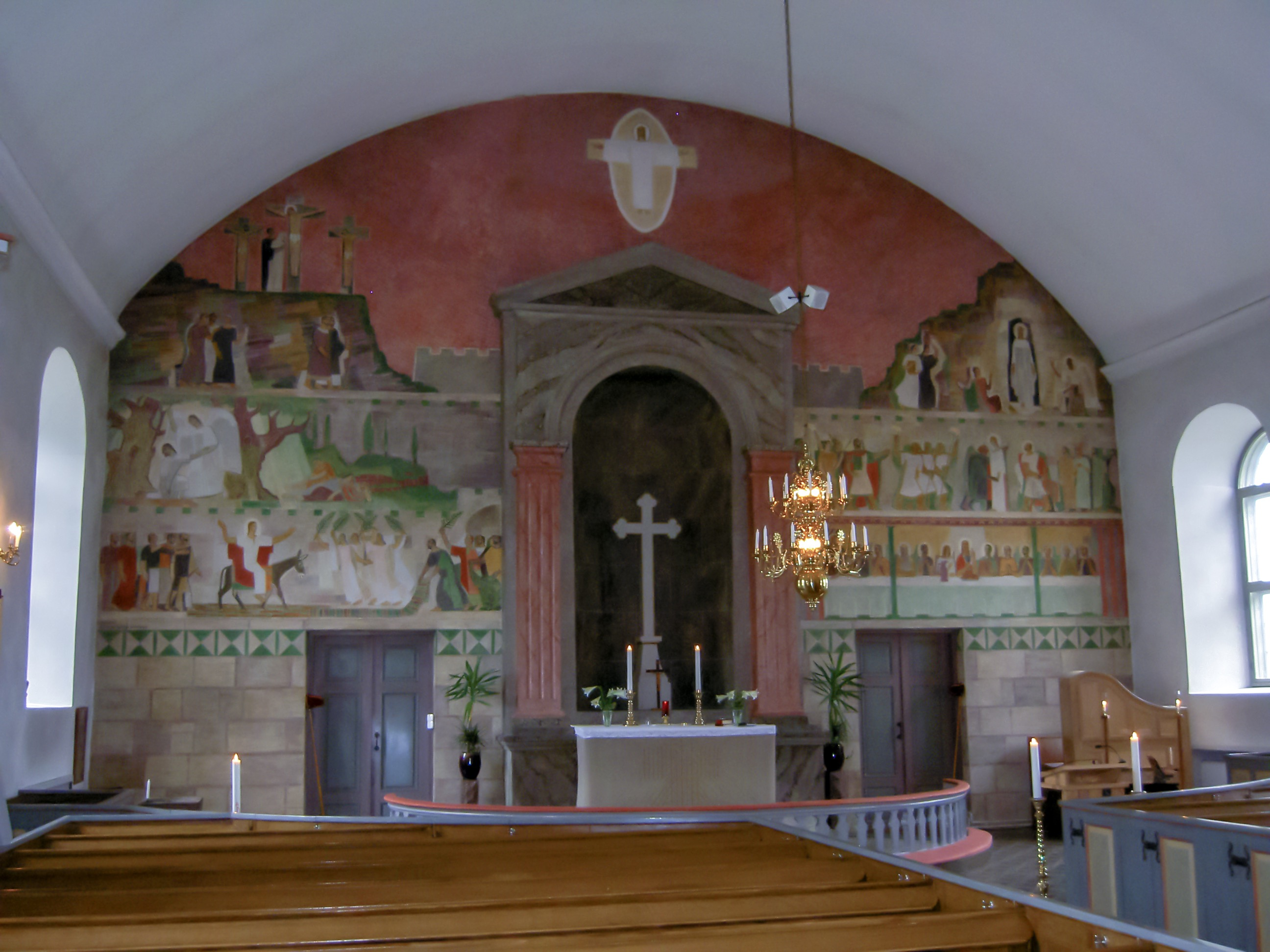
Koret med freskomålning
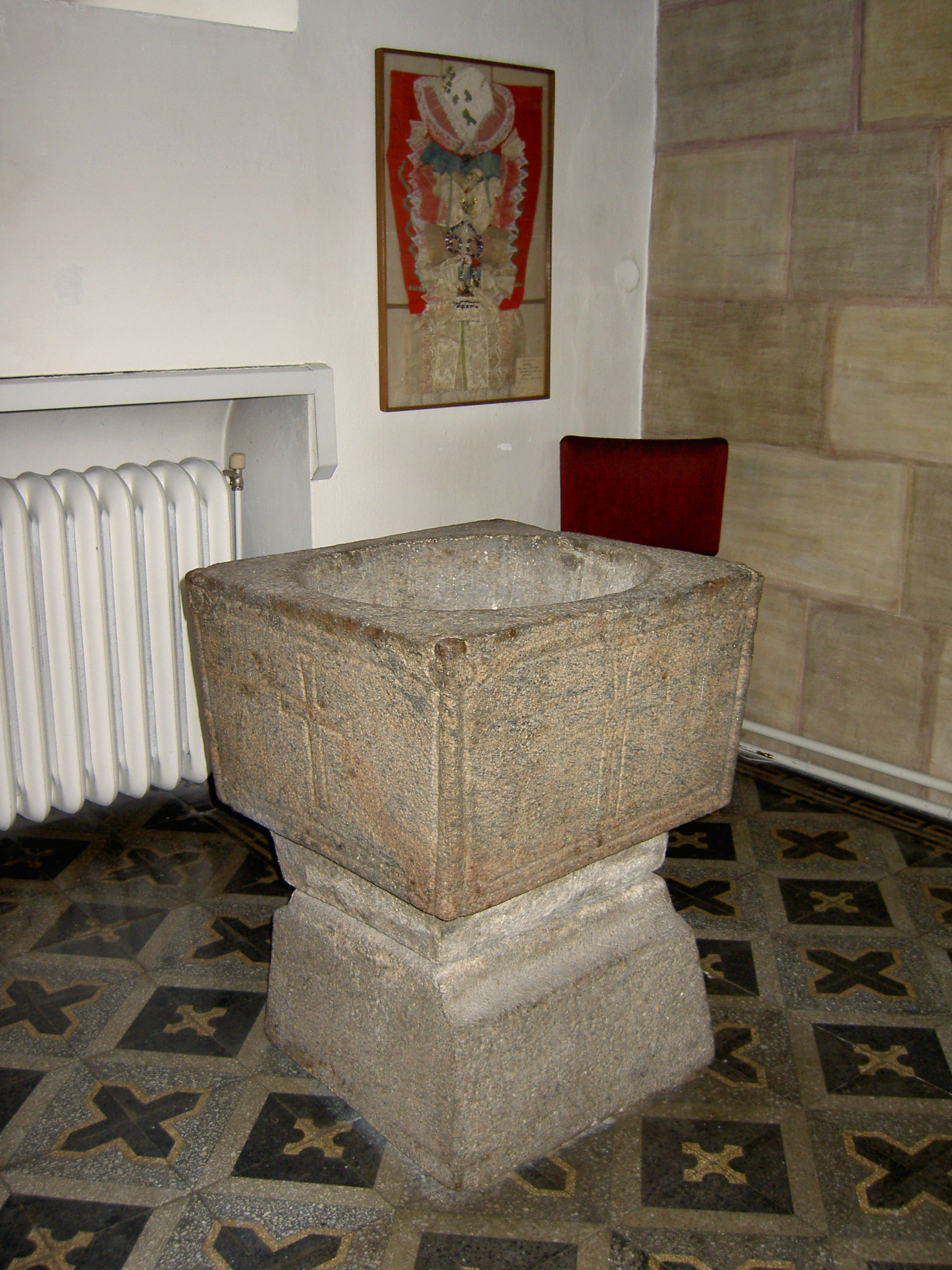
Medeltida dopfunt
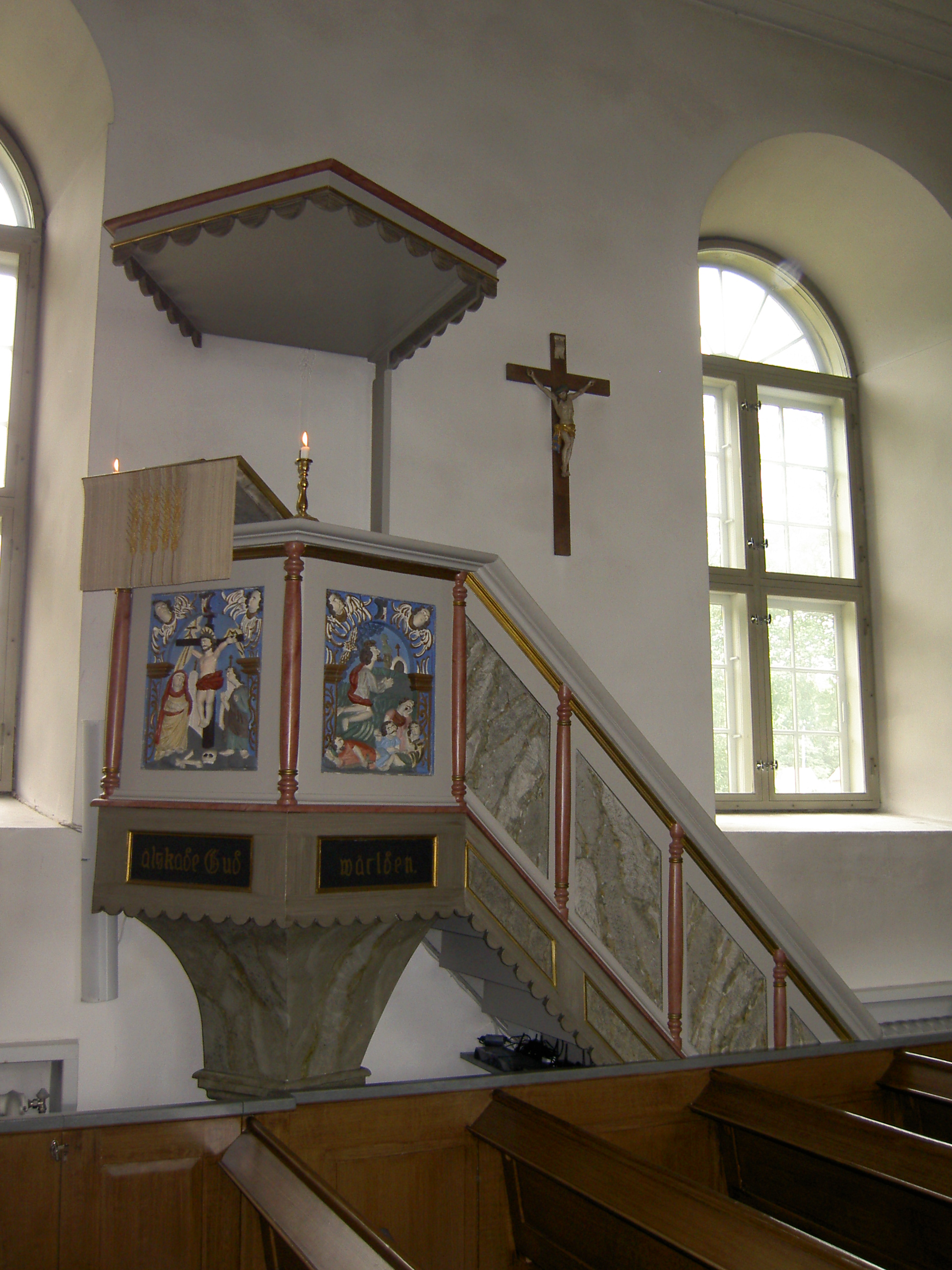
Predikstol från 1619